# 费尔维尤 (南达科他州)
费尔维尤（英語：Fairview），是美国南达科他州下属的一座城市。根据2010年美国人口普查，该市有人口62人。论人口在本州排行第268。